# Енріке Гувея і Мелу
Адмірал Енріке Едуардо Пассалакуа де Гувея і Мелу (порт. Henrique Eduardo Passaláqua de Gouveia e Melo, 21 листопада 1960, Келімане) — офіцер ВМС Португалії, який обіймає посаду начальника штабу ВМС Португалії з грудня 2021 року. Раніше, коли він служив ад'ютантом з питань планування та координації Генерального штабу збройних сил, Гувея е Мелу здобув національну популярність після призначення координатором цільової групи для забезпечення національного плану вакцинації проти COVID-19, що призвело до того, що Португалія мала найвищий рівень вакцинації у світі. Енріке Гувея і Мелу раніше обіймав посаду командувача португальським флотом (Comandante Naval) з 2017 по 2020 рік, а з 2017 по 2019 рік — командувачем Європейських морських сил (EUROMARFOR).
Завдяки його значній ролі під час тривалої епідемії COVID-19 у Португалії, Гувея і Мелу був включений до списку «Jornal de Negócios» до списку 50 найвпливовіших людей 2021 року, до якого увійшли як португальські, так і закордонні особистості. Його популярність призвела до того, що засоби масової інформації вважали Гувея і Мело потенційним майбутнім кандидатом у президенти Португалії.

## Ранні роки життя та кар'єра
Енріке Гувея і Мелу народився в 1960 році в Келімане в Мозамбіку, який на той час був заморською провінцією Португалії. Він був сином Мануеля Енрікеша Гомеша де Фріаша де Мелу і Гувея, з родини аристократичного коріння в регіоні Бейра, і його дружини Марії Гелени Перейра Пассалакуа, італійки за походженням. Він провів свою юність між Келіманом і Сан-Паулу в Бразилії і, нарешті, в Лісабоні, куди він відправився у віці 18 років, щоб вступити до Військово-морської школи як кадет у 1979 році. Кожен клас Військово-морської школи названий іменем історичної особи, призначеної їй покровителем; того року ним був герой Першої світової війни Карвалью Араужу. У вересні 1984 року у віці 23 років Гувея і Мелу закінчив навчання, і отримав звання мічмана.
У вересні 1985 року, він пішов добровольцем на ескадрилью підводних човнів, і плавав на підводних човнах класу «Albacora» NRP Albacora, NRP Barracuda та NRP Delfim, виконуючи кілька оперативних завдань як гарнізонний офіцер, а згодом обіймав посаду старшого офіцера на борту NRP Albacora та NRP Barracuda. Під час своєї тривалої служби на підводних човнах, яка закінчилася лише в 2002 році, він також командував підводними човнами NRP Delfim і NRP Barracuda, очолював службу підготовки та оцінки ескадрильї і штаб Національного управління з експлуатації підводних човнів.

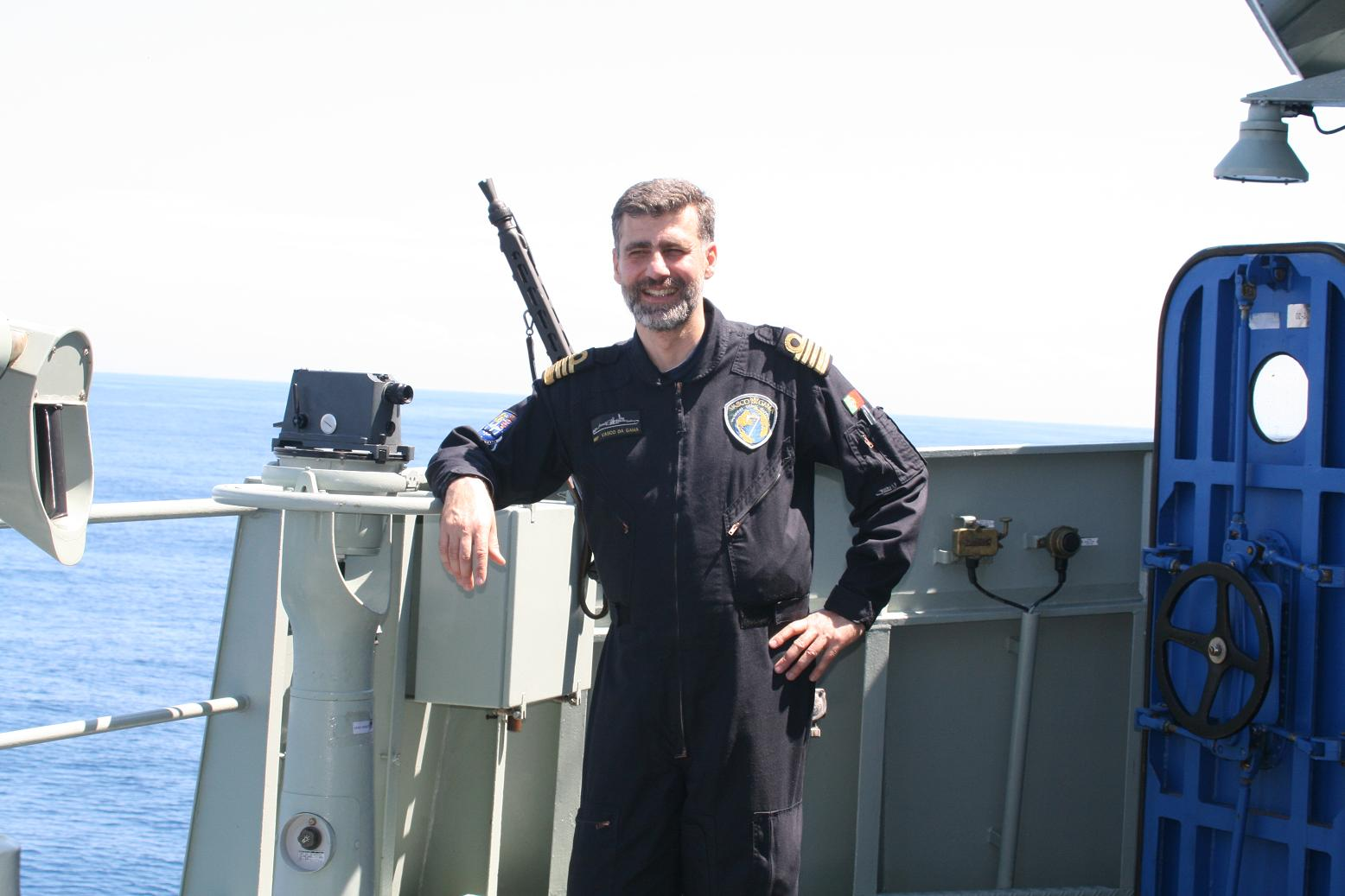
Енріке Гувея і Мелу як командир NRP Vasco da Gama

Після трьох років на посаді прес-секретаря ВМС і відігравши вирішальну роль у проекті придбання нових підводних човнів класу Tridente, з 2006 по 2008 рік він командував фрегатом NRP Vasco da Gama (F330). Потім він повернувся до служби як підводник командиром підводного човна Escadrille, контролюючи необхідні зміни для адаптації військової частини до нових підводних човнів, а саме ходових випробувань та введення в експлуатацію NRP Tridente (S160). До підвищення в адміральські офіцерські звання він служив другим командувачем флоту, директором маяків і директором Інституту морського порятунку. У квітні 2014 року він отримав звання контр-адмірала, після чого був призначений начальником штабу ВМС до 2016 року, а потім недовго обіймав посаду другого командувача Військово-морським флотом, та тимчасово був його командувачем. У січні 2017 року він отримав звання віце-адмірала, після чого обіймав посаду командувача португальським флотом. У цей час він додатково до вересня 2019 року обіймав посаду командувача Європейськими морськими силами (EUROMARFOR). З січня 2020 року він був призначений ад'ютантом з питань планування та координації Генерального штабу Збройних сил.

## Пандемія COVID-19
Енріке Гувея і Мелу взяв на себе важливу роль під час епідемії COVID-19 після його призначення координатором Цільової групи з плану вакцинації проти COVID-19, підрозділу, створеного португальським урядом для забезпечення стратегічного планування та матеріально-технічного забезпечення національної кампанії масової імунізації. 3 лютого 2021 року після відставки першого координатора, колишнього державного секретаря з питань охорони здоров'я Франсішку Рамуша, Гувея і Мелу був призначений очолити цільову групу через скандал із перестрибуванням у черзі, у яу нібито потрапили люди, які не належать до пріоритетних груп. проте отримали вакцинацію до своєї черги.
Після того, як Португалія була відносно захищена під час першого сплеску пандемії завдяки своєчасним та ефективним заходам, які отримали міжнародну оцінку, на той час Португалія перебувала у другому загальнонаціональному карантині, оскільки країна особливо сильно постраждала від другої хвилі епідемії: країна мала сьомий серед найвищих у світі середній кількості нових випадків хвороби на 100 тисяч жителів світу за день, а також рекордна кількість нових випадків і госпіталізацій загрожували перевантажити національну службу охорони здоров'я, що боролася з поширенням хвороби. Енріке Гувея і Мелу також почав носити на публіці лише свою зелену бойову форму та використовував не лише «мову війни», а й військову мову в спробах пропагувати громадськість. До жовтня 2021 року 98 % відповідного населення та 86 % загального населення були щеплені проти COVID-19.
4 жовтня 2021 року, незабаром після розпуску робочої групи з вакцинації, Гувея і Мелу був нагороджений «Золотим глобусом» за заслуги та відмінні досягнення на церемонії в «Coliseu dos Recreios». Коли колишній прем'єр-міністр і голова «Grupo Impresa» Франсішку Пінту Балсемау вручав йому нагороду, Гувея і Мелу отримав овації, і у своїй промові подякував кожному португальцю, який зробив внесок в успіх вакцинації, і висловив свій намір залишити нагороду міністерству охорони здоров'я.

## Начальник штабу ВМС
27 грудня 2021 року Гувея і Мелу був призначений начальником штабу ВМС і отримав звання адмірала. Призначення не обійшлося без скандалу. Його попередник на посаді начальника штабу ВМС, адмірал Антоніу Мендеш Каладу, перебував на посаді з 2018 року і в лютому 2021 року був перепризначений на другий термін не більше ніж на 2 роки. У той момент, коли робоча група з вакцинації проти COVID-19 у вересні була розпущена, міністр національної оборони Жуан Гомеш Кравінью передчасно оголосив, що уряд звернувся до президента з проханням звільнити Мендеша Каладу та замінити його на Гувея і Мелу. Раніше того ж року Мендеш Каладу відкрито критикував і висловлював застереження щодо пропозиції уряду внести значні зміни до Закону про національну оборону й Основного закону Організації збройних сил на парламентських слуханнях, причому звільнення адмірала дехто розглядав як відплату. Колишній начальник військово-морського штабу адмірал Фернанду Мелу Гомеш назвав це «політичною чисткою» (saneamento), яка нагадувала PREC. Президент Марселу Ребелу де Соза назвав заяву міністра передчасною та помилковою, і тоді не звільнив Мендеша Каладу. У грудні президент оголосив, що, оскільки нові закони про національну оборону, з якими не погоджувався Мендеш Каладу, мали бути оприлюднені, «новий політичний цикл» зробив «слушний момент» для заміни начальника військово-морського штабу. Мендеш Каладу публічно оголосив, що покидає свій пост «не за власним бажанням».
Гувея і Мелу був приведений до присяги президентом 27 грудня на короткій церемонії в Беленському палаці без будь-яких промов і за відсутності свого попередника, адмірала Мендеша Каладу.

## Відзнаки

### Загальнонаціональні нагороди
- Великий хрест Військового Авіського ордена (19 серпня 2021)[18]
- Командор військового Авіського ордена (3 червня 2004)[19][4]

### Національні військові нагороди
- Військова медаль «За відмінні заслуги», золото[4][17]
- Військова медаль «За відмінні заслуги», срібло[4]
- Медаль «За військові заслуги», клас 1 (Бразилія)[4]
- Медаль «За військові заслуги», клас 2 (Бразилія)[4]
- Медаль «За військові заслуги», клас 3 (Бразилія)[4]
- Медаль Національної оборони 1-го ступеня[4]
- Медаль Морського хреста 3-го ступеня[4]
- Медаль «За зразкову поведінку», золота[4]

### Інші відзнаки
- Почесний докторський ступінь, Новий Лісабонський університет (16 грудня 2021 року)[20]
- Ступінь спеціаліста Honoris causa, Політехнічний інститут Гуарда (30 вересня 2021 року)[21]